# PDC Development Tour 2024
Die Winmau PDC Development Tour 2024 war eine Turnierserie der Professional Darts Corporation für Spieler im Alter zwischen 16 und 24 Jahren. Insgesamt wurden 24 Events zwischen Februar und Oktober 2024 ausgespielt.
Die zwei besten Spieler der Order of Merit ohne Tour Card erhielten am Ende der Development Tour eine Tour Card für die PDC Pro Tour. Zudem qualifizierte sich der Erstplatzierte für die PDC World Darts Championship 2025 und den Grand Slam of Darts 2024. Den sechs besten Spielern ohne Tour Card wurde ein Startplatz bei der PDC Qualifying School 2025 finanziert und sie erhielten, sofern sie dort keine Tour Card gewinnen konnten, ein Startplatz bei der UK Open 2025.

## Preisgelder
Pro Event wurden folgende Preisgelder ausgeschüttet:
| Position (Anzahl der Spieler)      | Position (Anzahl der Spieler) | Preisgeld |
| ---------------------------------- | ----------------------------- | --------- |
| Gewinner                           | (1)                           | £ 2.500   |
| Finalist                           | (1)                           | £ 1.000   |
| Halbfinalisten                     | (2)                           | £ 750     |
| Viertelfinalisten                  | (4)                           | £ 500     |
| Achtelfinalisten                   | (8)                           | £ 300     |
| Verlierer der Runde der letzten 32 | (16)                          | £ 200     |
| Verlierer der Runde der letzten 64 | (32)                          | £ 75      |

## Events
| Nr. | Datum      | Austragungsort                  | Sieger               | Ergebnis | Finalist             |
| --- | ---------- | ------------------------------- | -------------------- | -------- | -------------------- |
| 1   | 23.02.2024 | Milton Keynes, Marshall Arena   | Danny Jansen         | 5 : 4    | Owen Roelofs         |
| 2   | 23.02.2024 | Milton Keynes, Marshall Arena   | Keane Barry          | 5 : 4    | Gian van Veen        |
| 3   | 24.02.2024 | Milton Keynes, Marshall Arena   | Keane Barry          | 5 : 0    | Sebastian Białecki   |
| 4   | 24.02.2024 | Milton Keynes, Marshall Arena   | Jurjen van der Velde | 5 : 0    | Leighton Bennett     |
| 5   | 25.02.2024 | Milton Keynes, Marshall Arena   | Gian van Veen        | 5 : 0    | Dylan Slevin         |
| 6   | 03.05.2024 | Hildesheim, Halle39             | Roman Benecký        | 5 : 4    | Thomas Banks         |
| 7   | 03.05.2024 | Hildesheim, Halle39             | Gian van Veen        | 5 : 1    | Nathan Rafferty      |
| 8   | 04.05.2024 | Hildesheim, Halle39             | Wessel Nijman        | 5 : 4    | Niko Springer        |
| 9   | 04.05.2024 | Hildesheim, Halle39             | Nathan Rafferty      | 5 : 2    | Danny Jansen         |
| 10  | 05.05.2024 | Hildesheim, Halle39             | Niko Springer        | 5 : 2    | Gian van Veen        |
| 11  | 21.06.2024 | Wigan, Robin Park Tennis Centre | Beau Greaves         | 5 : 1    | Daniel Perry         |
| 12  | 21.06.2024 | Wigan, Robin Park Tennis Centre | Keane Barry          | 5 : 2    | Angelo Balsamo       |
| 13  | 22.06.2024 | Wigan, Robin Park Tennis Centre | Wessel Nijman        | 5 : 2    | Niko Springer        |
| 14  | 22.06.2024 | Wigan, Robin Park Tennis Centre | Nathan Rafferty      | 5 : 3    | Marvin van Velzen    |
| 15  | 23.06.2024 | Wigan, Robin Park Tennis Centre | Sebastian Białecki   | 5 : 4    | Levy Frauenfelder    |
| 16  | 26.07.2024 | Milton Keynes, Marshall Arena   | Wessel Nijman        | 5 : 4    | Tavis Dudeney        |
| 17  | 26.07.2024 | Milton Keynes, Marshall Arena   | Wessel Nijman        | 5 : 3    | Niko Springer        |
| 18  | 27.07.2024 | Milton Keynes, Marshall Arena   | Niko Springer        | 5 : 4    | Wessel Nijman        |
| 19  | 27.07.2024 | Milton Keynes, Marshall Arena   | Wessel Nijman        | 5 : 2    | Jack Male            |
| 20  | 28.07.2024 | Milton Keynes, Marshall Arena   | Niko Springer        | 5 : 3    | Leon Weber           |
| 21  | 12.10.2024 | Wigan, Robin Park Tennis Centre | Wessel Nijman        | 5 : 0    | Nathan Rafferty      |
| 22  | 12.10.2024 | Wigan, Robin Park Tennis Centre | Wessel Nijman        | 5 : 3    | Nathan Rafferty      |
| 23  | 13.10.2024 | Wigan, Robin Park Tennis Centre | Tavis Dudeney        | 5 : 0    | Jurjen van der Velde |
| 24  | 13.10.2024 | Wigan, Robin Park Tennis Centre | Henry Coates         | 5 : 3    | Owen Roelofs         |

## Order of Merit
Die Top 32 der Development Tour Order of Merit:
| Platz | Spieler                     | Preisgeld | Qualifikation                     |
| ----- | --------------------------- | --------- | --------------------------------- |
| 1.    | Wessel Nijman               | £ 25.125  | Grand Slam of Darts 2024          |
| 2.    | Niko Springer               | £ 15.425  | PDC World Darts Championship 2025 |
| 3.    | Keane Barry *               | £ 13.475  | PDC World Darts Championship 2025 |
| 4.    | Nathan Rafferty             | £ 12.275  |                                   |
| 5.    | Sebastian Białecki          | £ 9.700   |                                   |
| 6.    | Gian van Veen               | £ 9.350   |                                   |
| 7.    | Danny Jansen                | £ 8.275   |                                   |
| 8.    | Beau Greaves                | £ 6.950   |                                   |
| 9.    | Jurjen van der Velde        | £ 5.750   |                                   |
| 10.   | Dominik Grüllich            | £ 5.675   |                                   |
| 11.   | Tavis Dudeney               | £ 5.575   |                                   |
| 12.   | Henry Coates                | £ 5.100   |                                   |
| 13.   | Owen Roelofs                | £ 4.800   |                                   |
| 14.   | Charlie Manby               | £ 4.400   |                                   |
| 15.   | Daniel Perry                | £ 4.325   |                                   |
| 16.   | Marvin van Velzen           | £ 4.125   |                                   |
| 17.   | Cam Crabtree                | £ 4.050   |                                   |
| 18.   | Nathan Girvan Dylan Dowling | £ 3.875   |                                   |
| 20.   | Dylan Slevin                | £ 3.850   |                                   |
| 21.   | Angelo Balsamo              | £ 3.775   |                                   |
| 22.   | Thomas Banks Roman Benecký  | £ 3.675   |                                   |
| 24.   | Nathan Potter               | £ 3.575   |                                   |
| 25.   | Llew Bewan                  | £ 3.475   |                                   |
| 26.   | Jimmy Bristow               | £ 3.425   |                                   |
| 27.   | Levy Frauenfelder           | £ 3.400   |                                   |
| 28.   | Roy Rietbergen              | £ 3.350   |                                   |
| 29.   | Leighton Bennett            | £ 3.175   |                                   |
| 30.   | Leon Weber                  | £ 2.850   |                                   |
| 31.   | Viktor Tingström            | £ 2.825   |                                   |
| 32.   | Christopher Toonders        | £ 2.800   |                                   |

## Averages
Die folgende Liste zeigt die 15 höchsten geworfenen Averages der PDC Development Tour 2024:
| Average | Spieler          | Gegner            | Event | Runde         | Legdistanz |
| ------- | ---------------- | ----------------- | ----- | ------------- | ---------- |
| 113,03  | Wessel Nijman    | Niko Springer     | 8     | Finale        | 9 Legs     |
| 111,33  | Wessel Nijman    | Alfie Fisken      | 3     | Letzte 256    | 4 Legs     |
| 111,33  | Wessel Nijman    | Bradley Brooks    | 5     | Letzte 32     | 4 Legs     |
| 111,33  | Niko Springer    | Riley Rees-Tucker | 21    | Letzte 64     | 4 Legs     |
| 110,59  | Niko Springer    | Llew Bevan        | 21    | Viertelfinale | 6 Legs     |
| 109,41  | Nathan Rafferty  | Jimmy Bristow     | 6     | Letzte 64     | 5 Legs     |
| 109,31  | Gian van Veen    | Jan Schmidt       | 8     | Letzte 128    | 4 Legs     |
| 109,31  | Leighton Bennett | Joshua Jones      | 11    | Letzte 256    | 4 Legs     |
| 109,21  | Wessel Nijman    | Charlie Manby     | 18    | Achtelfinale  | 5 Legs     |
| 108,00  | Nathan Rafferty  | Hayden Robbie     | 13    | Letzte 64     | 5 Legs     |
| 107,36  | Gian van Veen    | Bradly Roes       | 3     | Letzte 64     | 4 Legs     |
| 107,36  | Leighton Bennett | Colinn Haverkate  | 6     | Letzte 512    | 4 Legs     |
| 107,36  | Wessel Nijman    | Francesco Marcone | 9     | Letzte 128    | 4 Legs     |
| 107,36  | Wessel Nijman    | Lars Graber       | 10    | Letzte 64     | 4 Legs     |
| 107,36  | Beau Greaves     | Lewis Mayes       | 11    | Viertelfinale | 4 Legs     |